# Henry Lee Giclas
Henry Lee Giclas (* 9. Dezember 1910 in Flagstaff, Arizona; † 2. April 2007 ebenda) war ein US-amerikanischer Astronom.
Giclas studierte ab 1929 mit Unterbrechungen Astronomie an den Universitäten von Southern California und Arizona und arbeitete zeitweise als Assistent am Lowell-Observatorium. 1942 schloss er sein Studium endgültig an der University of California, Berkeley, ab und nahm eine Stelle am Lowell-Observatorium an.
Giclas fertigte zahlreiche fotografische Aufnahmen von Asteroiden und Kometen an, um deren genaue Bahnen zu bestimmen. 1957 begann er mit einer achtzehn Jahre dauernden systematischen Durchmusterung des Himmels, wobei er ein für die Astrofotografie konzipiertes Teleskop mit 32 cm Öffnung benutzte. Die in bestimmten Zeitabständen aufgenommenen Fotoplatten verglich er mittels Blinkkomparator. Ziel war die Entdeckung des hypothetischen Planeten X.
Im Laufe der Zeit entdeckte Giclas 17 Asteroiden, darunter (1886) Lowell, (2061) Anza und (2201) Oljato. Oljato ist vermutlich der Ursprungskörper des Meteorstroms der Chi-Orioniden.
Darüber hinaus entdeckte er den periodischen Kometen 84P/Giclas.
Von 1968 an war er Professor für Astronomie an der Ohio State University. 1979 trat er in den Ruhestand.
Zu seinen Ehren wurde der 1960 entdeckte Asteroid (1741) Giclas benannt und 2025 der Plutokrater Giclas.